# Lamine Sakho
Lamine Sakho (Dakar, Senegal, 28 de septiembre de 1977) es un exfutbolista senegalés que se desempeñaba como extremo o delantero.

## Clubes
| Club                  | País       | Año         |
| --------------------- | ---------- | ----------- |
| Nîmes Olympique       | Francia    | 1997 - 1999 |
| Racing Lens           | Francia    | 1999 - 2001 |
| Olympique de Marsella | Francia    | 2002 - 2003 |
| Leeds United          | Inglaterra | 2003 - 2004 |
| Saint-Étienne         | Francia    | 2004 - 2007 |
| Montpellier           | Francia    | 2007 - 2008 |
| Alki Larnaca          | Chipre     | 2008 - 2009 |
| Wrexham               | Inglaterra | 2009 - 2010 |
| Consolat Marseille    | Francia    | 2012        |

- Datos: Q1801571
- Multimedia: Lamine Sakho / Q1801571